# Каталано, Мария
Мари́я Катала́но (англ. Maria Catalano, род. 27 февраля 1982 года в Дадли, Англия) — английская снукеристка, один из лучших игроков в современном женском снукере. Каталано — племянница знаменитого снукериста Ронни О'Салливана.

## Биография и карьера
Мария начала играть в снукер в 15 лет. За свою карьеру она выиграла множество турниров, однако на чемпионате мира ни разу не занимала первое место. Пять раз (в 2009, 2010, 2012, 2013 и 2018 годах) она достигала финала мирового первенства, но четыре раза проигрывала Риан Эванс (со счётом 2:5, 1:5, 3:5 и 3:6 соответственно) и один раз Ын Оньи (0:5). В 2007 году Мария впервые заняла 2-е место в мировом рейтинге.
Совершенствовать игру Марии помогает Ронни О’Салливан.